# Tianjin Airlines
Tianjin Airlines (chinesisch 天津航空) ist eine chinesische Regionalfluggesellschaft mit Sitz in Tianjin und Basis auf dem Flughafen Tianjin.

## Geschichte
Grand China Express Air ging aus dem Zusammenschluss der Regionalflotten der Gesellschaften Hainan Airlines, China Xinhua Airlines, Chang An Airlines und Shanxi Airlines hervor. Sie erhielt 2007 die Betriebserlaubnis durch die Zivile Luftfahrtbehörde Chinas. Der Flugbetrieb begann im Mai 2007 mit 29 Dornier 328-300, welche von Hainan Airlines übernommen wurden. Damit war sie von Anfang an die größte Regionalfluggesellschaft Chinas und bediente 2008 78 Routen zu 54 Städten in China. Am 10. Juni 2009 wurde die Fluggesellschaft von der HNA Group in Tianjin Airlines umbenannt. Daraufhin wurde das Flugnetz bis 2012 auf 450 Routen zu 90 Städten erweitert. Tianjin Airlines gehört zu 80 % der HNA Group und zu 20 % Hainan Airlines.

## Flotte

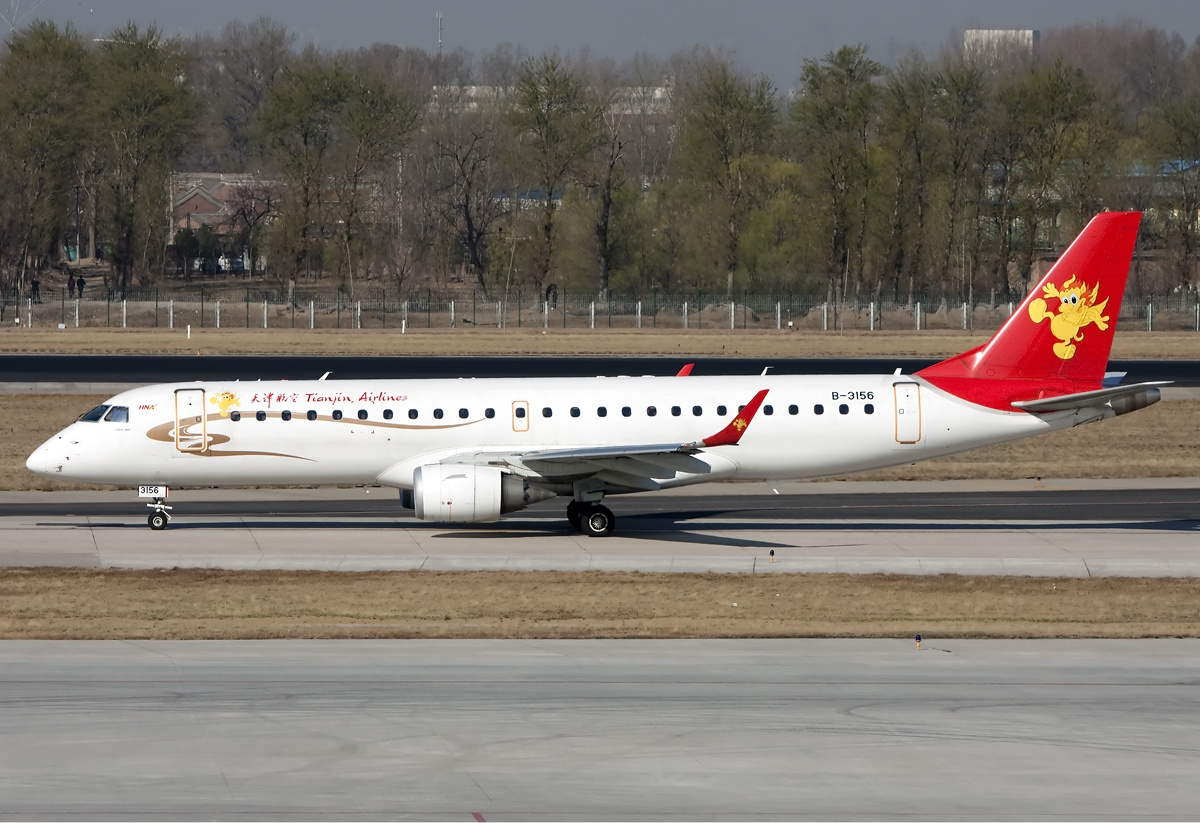
Embraer 190 der Tianjin Airlines

Mit Stand Januar 2024 besteht die Flotte der Tianjin Airlines aus 110 Flugzeugen mit einem Durchschnittsalter von 9,6 Jahren:
| Flugzeugtyp     | Anzahl | bestellt | Anmerkungen                                 | Sitzplätze  | Durchschnittsalter (Januar 2024) |
| --------------- | ------ | -------- | ------------------------------------------- | ----------- | -------------------------------- |
| Airbus A320-200 | 28     |          | fünf inaktiv; 19 mit Sharklets ausgestattet | 158 bis 186 | 10,4 Jahre                       |
| Airbus A320neo  | 16     |          | drei inaktiv                                | 174 186     | 3,6 Jahre                        |
| Airbus A321-200 | 02     |          | mit Sharklets ausgestattet                  | 220         | 6,9 Jahre                        |
| Airbus A330-200 | 04     |          |                                             | 260         | 7,0 Jahre                        |
| Airbus A330-300 | 02     |          |                                             | 303         | 6,1 Jahre                        |
| Airbus A350-900 |        | 2        |                                             | - offen -   |                                  |
| Embraer 190     | 38     | 1        | zehn inaktiv                                | 98 106      | 13,7 Jahre                       |
| Embraer 195     | 20     |          |                                             | 122         | 7,0 Jahre                        |
| Gesamt          | 110    | 3        |                                             |             | 9,6 Jahre                        |

### Aktuelle Sonderbemalungen
| Bemalung                               | Flugzeugtyp     | Luftfahrzeugkennzeichen | Zeitraum           | Bild |
| -------------------------------------- | --------------- | ----------------------- | ------------------ | --- |
| QuanyangQuan Mineral Water             | Airbus A320-200 | B-1031                  | seit Oktober 2017  | Bild gesucht Die Wikipedia wünscht sich an dieser Stelle ein Bild. Weitere Infos zum Motiv findest du vielleicht auf der Diskussionsseite . Falls du dabei helfen möchtest, erklärt die Anleitung , wie das geht. |
| 5th East Asian Games                   | Airbus A320-200 | B-9963                  | seit Juni 2013     | |
| 100th Aircraft                         | Airbus A321-200 | B-302X                  | seit Juli 2018     | |
| National Games of China - Tianjin 2017 | Airbus A321-200 | B-8389                  | seit August 2017   | Bild gesucht Die Wikipedia wünscht sich an dieser Stelle ein Bild. Weitere Infos zum Motiv findest du vielleicht auf der Diskussionsseite . Falls du dabei helfen möchtest, erklärt die Anleitung , wie das geht. |
| Always with you - 24hr Hotline         | Embraer 190     | B-3150                  | seit Dezember 2016 | Bild gesucht Die Wikipedia wünscht sich an dieser Stelle ein Bild. Weitere Infos zum Motiv findest du vielleicht auf der Diskussionsseite . Falls du dabei helfen möchtest, erklärt die Anleitung , wie das geht. |

## Zwischenfälle
- Am 29. Juni 2012 versuchten sechs Personen eine Embraer 190 der Tianjin Airlines (Luftfahrzeugkennzeichen B-3171) auf dem Weg von Hotan nach Ürümqi zu entführen. Passagiere und die Besatzung konnten jedoch die Entführer überwältigen. Zwei Entführer erlagen später im Krankenhaus ihren Verletzungen.[3]